# Meilge Molbthach
Meilge Molbthach, "il degno di lode" (fl. VI secolo a.C.), è stato un leggendario re supremo d'Irlanda del VI secolo a.C., figlio di Cobthach Cóel Breg.
Prese il potere dopo aver ucciso il precedente re Labraid Loingsech. Regnò per sette o diciassette anni, prima di essere ucciso da Mog Corb.

## Fonti
- Seathrún Céitinn, Foras Feasa ar Éirinn 1.30
- Annali dei Quattro Maestri M4677-4694